# Гариотта

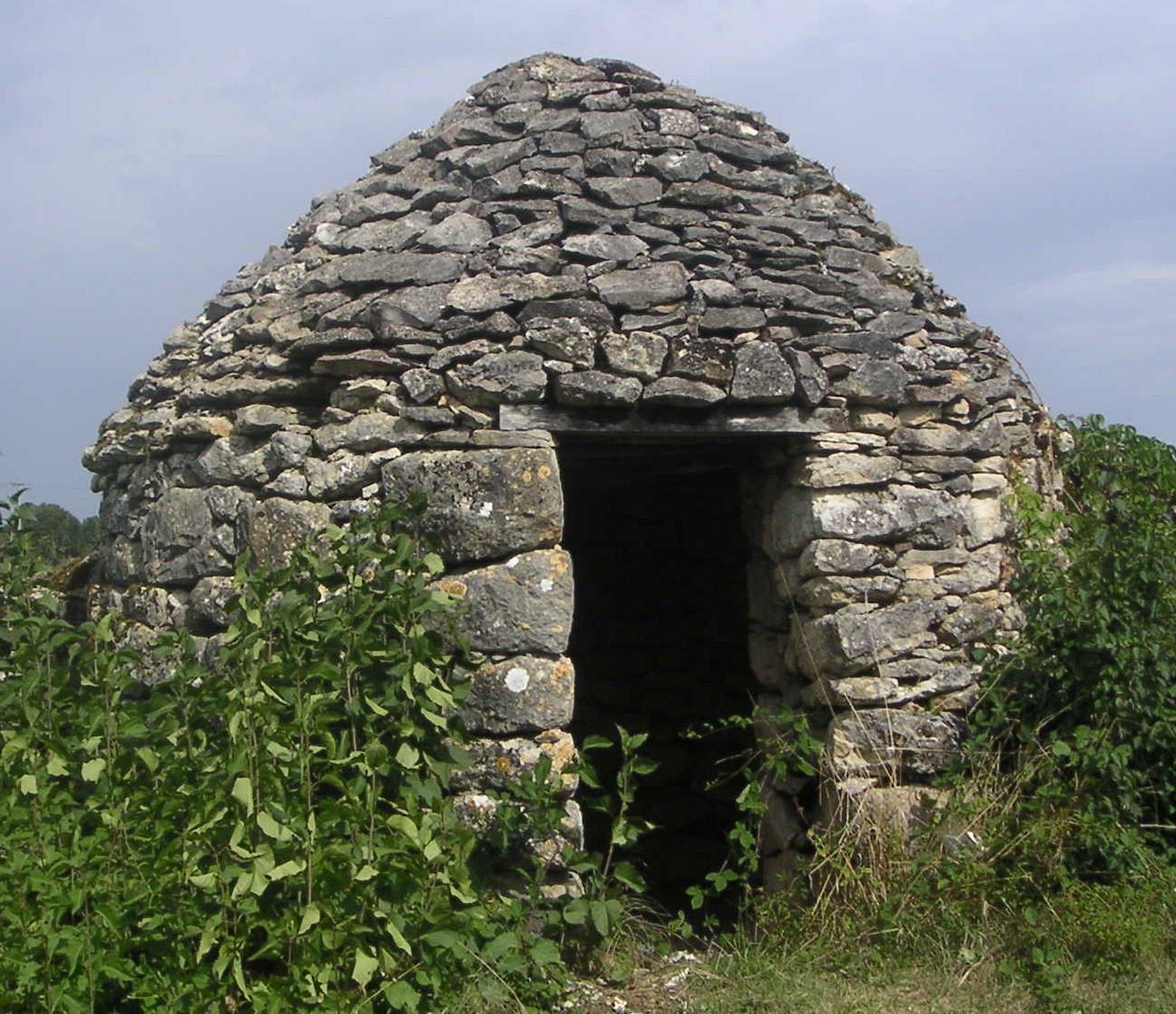
Один из многочисленных круглых гариотт в департаменте Ло

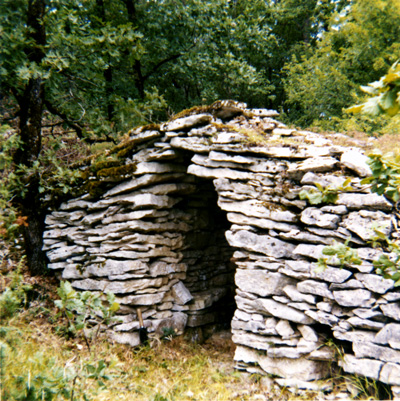

Гариотта (гариот; от англ. Gariotte или англ. Gariote; окс. gariòta) — круглые или квадратные каменные хижины, построенные методом сухой кладки в области города Каор в департаменте Ло, они были созданы без строительного раствора. Иногда они имеют вид очень маленького нефа с апсидой на конце. Внутренняя обстановка включает в себя выступающие панели, банкалтари, иногда ниши.
Многие гариотты были снесены. Прежде всего в областях, которые были очищены для промышленного сельского хозяйства, особенно в бывшей провинции Керси.
Дольмены Bois des Escures расположены к востоку от лесной тропы между деревнями Борегар и Варейр, к юго-западу от Лимонь-ан-Керси в департаменте Ло, Миди Франции. От дольмена сохранилось всего несколько камней. Гариотта была построена на его руинах.

## Этимология
Варианты англ. Gariotte или англ. Gariote — это французская форма фр. Quercy garioto (нормализованная от окс. gariòta — гариота).
После публикаций доктора Альфреда Кайлы о сельской архитектуре с 1950-х по 1970-е годы это наименование было неправомерно распространено на кабана (окс. Cabane, нормализованно англ. cabanas) или казеллы (фр. casèles, окс. casèlos, англ. caselas), построенных из камней методом сухой кладки на вершине графства Керси.

## Функция
Гариотта служила временным жильём владельцу поля или виноградника, а также укрытием для сельскохозяйственных работников, комбайнеров, сборщиков урожая и т. д.
Гариотта предоставляла убежище пастухам в начале XX века, в ранее возделываемых участках заброшенных пустырей, а также овцам.

## Происхождение
На виноградниках города Кагор (из которого производят одноимённое вино — Кагор) на юго-западе Франции в 1880-х годах случилась катастрофа, повлекшая за собой Гибель великого французского вина, причиной которого стал паразит виноградная филлоксера. До этих событий большинство гариотт были построены сельскохозяйственными рабочими, которые очищали последнюю необрабатываемую землю для их владельцев во времена Второй империи. Сейчас вместе с сетью каменных стен гариотты представляют собой свидетельство великих сельскохозяйственных работ XIX века.